# Lineodes peridialis
Lineodes peridialis là một loài bướm đêm trong họ Crambidae.